# Jean-Baptiste Gambaro
Pour les articles homonymes, voir Gambaro.
Jean-Baptiste Gambaro ou Giovanni Battista Gambaro, né en  1785 à Gênes et annoncé décédé soit en 1828 à Paris ou avant le 10 mars 1850 à Gênes, est un clarinettiste italien ayant fait carrière en France. 
Il est souvent confondu avec Vincent (ou Vincenzo) Gambaro (né à Gênes soit en 1772, soit en 1785, et décédé à Paris soit en 1828, soit le 31 août 1824), clarinettiste et éditeur parisien.

## Biographie
Jean-Baptiste Gambaro apprend la clarinette à Gênes et devient première clarinette de l'orchestre du théâtre Carlo-Felice de Gênes, et professeur au Civico Istituto di Musica (devenu le conservatoire « Niccolò Paganini »).
En 1814, il s'installe à Paris où il est chef d'orchestre d'un régiment militaire italien au service de la France puis travaille dans le magasin d'édition musicale (spécialisée dans la publication de musique militaire et pour instruments à vent) et d'instruments de musique dénommé « Gambaro », créé vers 1808-1810 par Vincenzo Gambaro,,. 
En 1816, il devient première clarinette de l'orchestre du Théâtre italien de Paris sous la direction d'Angelica Catalani puis en est le chef d’orchestre à partir de 1828 jusqu'en 1846. 

« Un beau son, une manière noble et expressive de chanter sur son instrument étaient les qualités distinctives de son talent. Ce fut lui qui exerça une influence très salutaire sur le jeu de Berr (voyez ce nom), devenu seconde clarinette près de lui dans le même orchestre »

— François-Joseph Fétis, Biographie universelle des musiciens et bibliographie générale de la musique (1860)
Comme de nombreux compositeurs de l'époque tels Antoine Reicha, Abeltshauser, Charles-Simon Catel, François-René et Michel-Joseph Gebauer, Louis Emmanuel Jadin et Martin-Joseph Mengal, Gambaro a écrit des compositions originales pour quatuor réunissant flûte, clarinette, cor et basson. Ces pièces étaient destinées au groupe de musiciens menés par le clarinettiste Charles Duvernoy. 
Un aspect notable de la carrière de Giovanni est sa décision de jouer la clarinette à 13 clés créée par Iwan Müller en 1812 et d'en faire son instrument de prédilection.  Gambaro a vanté les avantages des instruments de Müller auprès d'autres musiciens (notamment Frédéric Berr), et a même publié la méthode de Müller pour cet instrument. La clarinette de Müller permettait une plus grande dextérité technique que les autres clarinettes de l'époque, et cet aspect est clairement évident dans les œuvres de Gambaro. Par exemple, dans les airs et variations pour clarinette et piano, les parties de clarinette requièrent des passages rapides et rapides dans des motifs diatoniques et chromatiques. En outre, les caprices de Gambaro vont au-delà des tonalités en ut et en fa majeur et s'étendent à des tonalités comme mi bémol majeur et ut mineur. Le style virtuose de Gambaro préfigure à bien des égards les caractéristiques des œuvres italiennes ultérieures, notamment celles de Ernesto Cavallini et de Luigi Bassi.
À partir de 1822, Jean-Baptiste Gambaro consacre principalement les activités de la boutique, située au 42-44 rue Croix-des-Petits-Champs, à la facture d'instruments en bois et en cuivre; son fils le rejoint dans son magasin vers 1841. Il prend alors le nom de Gambaro aîné.
A l'occasion du couronnement de Charles X dans la cathédrale de Reims en juin 1825, l’opéra Il viaggio a Reims de Rossini écrit en France est créée sous sa direction pour les festivités et ce sont les clarinettistes Frédéric Berr et Giovanni Battista Gambaro qui jouèrent l’air et variations pour deux clarinettes et orchestre qui apparaît dans la séquence de ballet. 
Comme de nombreux facteurs parisiens, il est en litige avec Adolphe Sax pour la fabrication des instruments pour la musique militaire et réclame l'annulation des brevets de Sax en août 1847 avec cinq autres facteurs. Il se retire à Gênes et y décède début 1850,.

## Œuvres
Jean-Baptiste Gambaro a composé de nombreuses œuvres et ouvrages pédagogiques, notamment pour la clarinette et le basson.
Il existe une grande confusion entre certaines éditions et certains enregistrements de même œuvre attribuée soit à Jean-Baptiste Gambaro ou soit à Vincent Gambaro.
- trois quatuors concertants pour flûte, clarinette, cor et basson Op. 4 chez l'auteur et Leipsick, Breitkopf et Hærtel
- trois duos pour deux clarinettes, Op. 3
- 3 quatuors pour flûte, clarinette, basson aet cor, Op. 5
- trois duos pour deux clarinettes, Op. 6
- 10 Caprices pour la clarinette Op. 9
- 3 Duos pour deux clarinettes. Livre 4 Op. 10, dédicacé à Mr. de Champmartin, chez l'auteur Gambaro, Paris, ca. 1822
- 12 Caprices pour la clarinette Op. 18, 1ère suite, Paris : V. Dufaut et Dubois, [sans date], XIXe siècle
- 12 Caprices pour la clarinette Op. 18, 2ème suite, Paris : V. Dufaut et Dubois, [sans date], XIXe siècle
- Air varié pour clarinette et piano. Op.30, Londres: Hawkes & Son
- (1er) Concerto pour la clarinette avec accompagnement d'orchestre (en mi min.), Paris : Gambaro, 1867. pour clarinette principale, violon 1er, 2e, alto, hautbois 1e, 2e, violoncelle, contrebasse, flûte 1ère, 2e, trombone, bassons, trompettes en fa, timballes en ré, cor en ré 1er, 2e.
- 2ème concerto pour la clarinette et orchestre, chez l'auteur.
- Dix-huit études pour le basson, suivies du solo de concert de Charles-René. Edition revisée et annotée par G. Dhérin, Paris : H. Lemoine et Cie, 1935.
- plusieurs fantaisies pour clarinette et orchestre ou quatuor
- plusieurs recueils pour harmonie militaire
- extraits des opéras italiens